# Tetrarhanis nubifera
Tetrarhanis nubifera är en fjärilsart som beskrevs av Druce 1910. Tetrarhanis nubifera ingår i släktet Tetrarhanis och familjen juvelvingar. Inga underarter finns listade i Catalogue of Life.

## Bildgalleri

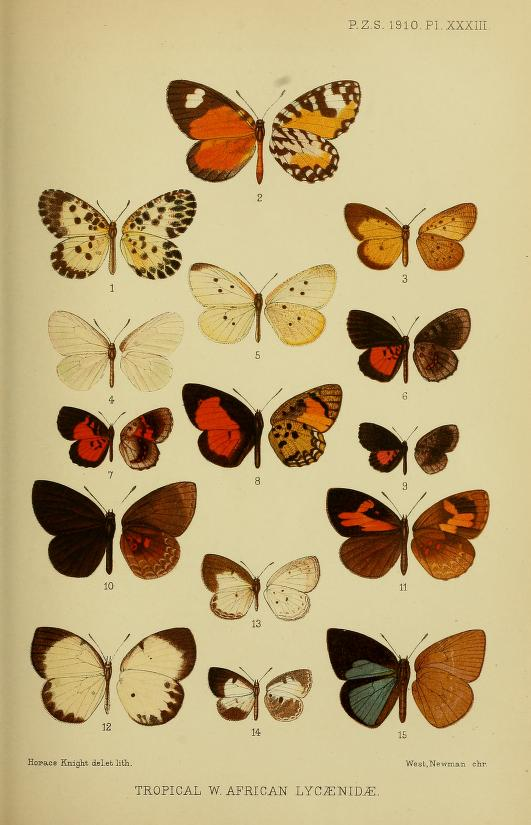
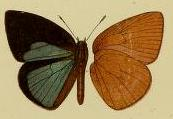